# Janvier 1876

## Événements
- 11 janvier : départ de Lambaréné de l'expédition de Savorgnan de Brazza sur l’Ogooué et le fleuve Congo (fin en 1881).

- 30 janvier, France : majorité monarchiste au Sénat.

## Naissances
- 5 janvier : Konrad Adenauer, homme politique allemand.
- 12 janvier :
  - Jack London, écrivain américain († 22 novembre 1916).
  - Ermanno Wolf-Ferrari, compositeur italien († 21 janvier 1948).
- 20 janvier : Josef Hofmann, pianiste polonais naturalisé américain († 16 février 1957).
- 25 janvier : Amin Ali Nasser ad-Din, journaliste, romancier libanais († 6 octobre 1953).
- 27 janvier : Frank S. Cahill, homme politique fédéral provenant du Québec.

## Décès
- 19 janvier : George Poulett Scrope, géologue et économiste, britannique, (° 1797).